# 朱壽鍑
滋陽昭順王朱壽鍑（16世紀—1611年），明朝魯藩第三代滋陽王，滋陽恭裕王朱觀煒之孫，滋陽長子朱頤堄的庶長子。

## 生平
嘉靖四十三年（1564年）閏二月，滋陽恭裕王朱觀煒去世。隆慶四年五月十二日（1570年6月15日），朱壽鍑襲封滋陽王。
萬曆三十九年（1611年），朱觀煒去世，諡號昭順。嫡長子朱以塣早卒，嫡第二子朱以渶在三年後襲爵。

## 家庭

### 妻
- 孔氏，曲阜縣知縣孔弘晟女，萬曆五年（1577年）四月冊為滋陽王妃[5]。

### 子
- 嫡長子：滋陽長子朱以塣
- 嫡第二子：鎮國將軍→滋陽長子→滋陽王朱以渶
- 第三子：鎮國將軍朱以潯[2]